# Dolenjske Toplice
Dolenjske Toplice – wieś w Słowenii, siedziba gminy Dolenjske Toplice. W 2018 roku liczyła 809 mieszkańców.
Leży 14 km na południowy zachód od Novego Mesta, nad rzeką Sušicą. Jest miejscowością uzdrowiskową z radioaktywnymi wodami termalnymi i ośrodkiem turystycznym.